# Communauté de communes du Charolais
La Communauté de communes du Charolais est une ancienne structure intercommunale française située dans le département de Saône-et-Loire et la région Bourgogne-Franche-Comté.

## Composition
| Nom                           | Code Insee | Gentilé          | Superficie (km2) | Population (dernière pop. légale) | Densité (hab./km2) |
| ----------------------------- | ---------- | ---------------- | ---------------- | --------------------------------- | ------------------ |
| Charolles (siège)             | 71106      | Charollais       | 19,98            | 2 757 (2014)                      | 138                |
| Ballore                       | 71017      | Balloriens       | 10,75            | 83 (2014)                         | 7,7                |
| Baron                         | 71021      |                  | 13,29            | 297 (2014)                        | 22                 |
| Beaubery                      | 71025      | Beauberychons    | 22,98            | 368 (2014)                        | 16                 |
| Champlecy                     | 71082      |                  | 22,82            | 219 (2014)                        | 9,6                |
| Changy                        | 71086      |                  | 20,12            | 453 (2014)                        | 23                 |
| Fontenay                      | 71203      |                  | 2,46             | 39 (2014)                         | 16                 |
| Grandvaux                     | 71224      | Grandvallois     | 6,18             | 78 (2014)                         | 13                 |
| Lugny-lès-Charolles           | 71268      |                  | 16,72            | 345 (2014)                        | 21                 |
| Marcilly-la-Gueurce           | 71276      | Marcilléens      | 11,08            | 115 (2014)                        | 10                 |
| Martigny-le-Comte             | 71285      |                  | 37,27            | 426 (2014)                        | 11                 |
| Mornay                        | 71323      | Mornaysiens      | 20,18            | 124 (2014)                        | 6,1                |
| Oudry                         | 71334      | Uldiérois        | 20,78            | 400 (2014)                        | 19                 |
| Ozolles                       | 71339      | Ozollois         | 27,20            | 428 (2014)                        | 16                 |
| Palinges                      | 71340      | Palingeois       | 36,55            | 1 526 (2014)                      | 42                 |
| Prizy                         | 71361      |                  | 4,26             | 70 (2014)                         | 16                 |
| Saint-Aubin-en-Charollais     | 71388      |                  | 19,61            | 497 (2014)                        | 25                 |
| Saint-Bonnet-de-Joux          | 71394      | Bonnetois        | 29,43            | 757 (2014)                        | 26                 |
| Saint-Bonnet-de-Vieille-Vigne | 71395      |                  | 17,81            | 198 (2014)                        | 11                 |
| Saint-Julien-de-Civry         | 71433      |                  | 21,01            | 478 (2014)                        | 23                 |
| Saint-Vincent-Bragny          | 71490      | Bragnyvincentais | 41,00            | 1 022 (2014)                      | 25                 |
| Suin                          | 71529      |                  | 21,98            | 280 (2014)                        | 13                 |
| Vaudebarrier                  | 71562      |                  | 8,00             | 235 (2014)                        | 29                 |
| Vendenesse-lès-Charolles      | 71564      | Vendenessois     | 27,38            | 752 (2014)                        | 27                 |
| Viry                          | 71586      |                  | 20,14            | 249 (2014)                        | 12                 |

## Historique
- La communauté de communes a vu le jour le 1er janvier 2014 à partir de la fusion des communautés de commune du Canton de Charolles, et d'une partie des communautés de communes du Val de Joux et du Nord Charolais[1].
- Le 1er janvier 2017 avec la mise en place du nouveau schéma départemental de coopération intercommunale, la communauté de communes fusionne avec les communautés de communes Digoin Val de Loire et de Paray-le-Monial pour former la communauté de communes du Grand Charolais.